# 江苏省国际信托
江苏省国际信托有限责任公司（英語：Jiangsu International Trust Corporation Limited）前稱江苏省国际信托投资公司（英語：Jiangsu International Trust & Investment Corporation），簡稱江苏信托（英語：JSITC），於1981年批准成立，是中國一間信托投资公司。公司母公司為江苏国信股份，為江苏省国信资产管理集团（簡稱：国信集团）旗下企業；最終控制人是江苏省國資委。
江苏信托的其他股東，江苏省苏豪控股集团、江苏高科技投资集团及江苏省农垦集团都是江苏省國資委所擁有。

## 歷史
1981年10月，国家外资管理委员会和江苏省人民政府批准成立江苏省国际信托投资公司。2001年，江苏省国际信托投资公司與江苏省投资管理有限责任公司合併成立江苏省国信资产管理集团。2002年，中国人民银行批准江苏信托投资公司重新登记，改名江苏省国际信托投资有限责任公司；2007年改為現名江苏省国际信托有限责任公司。
2016年国信集团借殼上市，利用江苏舜天船舶股份（简称：舜天船舶；深交所：002608）發行新股的方式，收购国信集团旗下的江苏信托、江苏新海发电、江苏国信扬州发电、江苏射阳港发电、扬州第二发电、江苏国信靖江发电、江苏淮阴发电、江苏国信协联燃气热电；江苏舜天船舶股份同時改名為江苏国信股份。

## 子公司
江苏信托曾經擁有南京公司南京国际租赁（75%股權）及香港公司博騰國際投資貿易，但兩者均轉讓至江苏国信集团或其全資子公司，前者部分股權又於2013年後多度轉讓。

## 股權投資
根據報導，長期股權投資收益佔江苏信托2017年营业收入一半份額。
最後更新：2017年12月31日
- 江苏银行（7.73%）
- 利安人寿（10.85%）
- 江苏民丰农村商业银行 （6.00%）
- 江苏如皋农村商业银行 （4.99%）
- 江苏海门农村商业银行 （6.67%）[11][12]

### 歷史投資
- 华能国际（5.18%；2006年轉讓至江蘇省投資管理）[13]

## 連結
- 官方网站
- 江苏省国际信托舊網頁 （页面存档备份，存于）